# 反科學
反科學是一種反對科學以及科學方法的理念。持有反科學觀點的人認為科學並不能作為一種尋找普遍知識的客觀方法。他們尤其會認為化約主義在面對這麼一個複雜的世界時是非常受限的，難以幫助我們達到對這個世界的理解。
反科學不等同反科學主義。反科學人士認為科學並不能作為一種尋找普遍知識的客觀方法；而反科學主義者則反對科學可以凌駕一切所有的知識學說。反科學主義者是反對科學和科學方法（特別是自然科學的方法），可以全然應用在其他領域，如哲學、社會學和人文學科，也就是反對「物理學就是一切，其他皆集郵」的說法。

## 历史

### 早期科学革命
早期科学革命时期的怀疑态度、道德担忧、对牛顿科学的抨击以及对科学教条主义和还原主义的批评。在科学革命的早期阶段，像罗伯特·波义耳（1627–1691）这样的科学家与像托马斯·霍布斯（1588–1679）这样对科学持怀疑态度的人发生了冲突。霍布斯认为科学不能满足获得真正世界知识的需求，他将科学区分为“可证明”（demonstrable）和“不可证明”（indemonstrable）领域，认为只有我们制造的事物的原因才能被知晓，而对于自然界，我们只能从其效果中推测原因。
让-雅克·卢梭的道德警示：卢梭在他的《论科学与艺术》（1750）中提出，科学可能导致道德败坏。他认为科学和艺术的发展导致了美德和道德的腐化，但他也指出，笛卡尔、培根和牛顿等科学家应该受到高度尊敬，而道德败坏更多地是由社会对科学家的不良影响所致。
威廉·布莱克的反牛顿立场：威廉·布莱克反对艾萨克·牛顿的工作，被视为最早和最有影响力的美学或浪漫主义反科学观点之一。他在诗歌《无辜的预兆》（Auguries of Innocence）中描绘了美丽和自然的知更鸟被牛顿式的数学和科学所囚禁的形象。布莱克认为，牛顿等人强调理性，实际上只是“无神论的三大导师”，他们带来的不是光明，而是黑暗。
弗里德里希·尼采的对科学教条的质疑：尼采在《欢乐的科学》（1882）中质疑科学教条主义，认为科学只有在放弃确信的情况下才能获得进入领域的资格。他指出，科学本身也依赖于信仰和假设，没有“先验假设”，科学无法存在。

### 科学主义和还原主义
科学主义是指将科学视为唯一确定规范和认识价值的手段，常常被批评为在不适当的情况下过度应用科学。还原主义是一种更细致的批评，它指责科学家过度简化复杂现象，将其还原为更基本的部分。然而，一些科学家可能接受被称为还原主义的标签，同时也承认还原主义在概念和哲学上存在一些缺陷。
然而，也存在非还原主义观点，认为科学不能仅仅通过还原主义方法来理解复杂现象。这些观点共同构成了反科学思想在历史上的复杂格局。
一些科学领域，如统计物理学、混沌理论、复杂性理论等，提出了非还原主义观点。它们认为，单位之间的强烈相互作用会产生在“更高”层次上无法单独通过还原主义解释的新现象。这些领域的研究偏向于拒绝方法论上的个体主义。

## 政治观点

### 左翼
对于反科学的一种表述是“否认普遍性以及…将选择合法化，”而科学发现的结果并不总是代表任何潜在的现实，只能反应出优势群体在社会中的意识形态。在这样的观点下，科学会与政治权利联系在一起，而且会被视为保守顺从、抑制创新、抵制变化和独断专行的信仰体系。这包括一些观点，例如“科学有着资产阶级和/或欧洲中心主义和/或男性主义的世界观。”
反核运动常与左翼联系在一起，其经常因夸大了核能的负面影响和低估了通过利用核能来降低非核能源环境成本的能力而被批评。在许多跨生命科学与社会科学的领域界也经历过左翼的抵抗，例如社会生物学、演化心理学，以及群体遗传学。这是由于这类科学与科学种族主义与新殖民主义存在感知上的联系。这些领域的评论家，例如史蒂芬·古爾德，就曾被控诉有严重的政治偏见以及从事“暴民科学”。

### 右翼
反科学思想的起源可追溯到浪漫主义对于启蒙运动的一种经常被称为反启蒙运动的反应。浪漫主义强调直觉、热情和对自然的有机联系是人类的原始价值，而理性思考只不过是人类生活的产物。有许多案例有关现代保守主义反科学争论，这其中主要集中于后者有关物种演化的学说及现代高校中的宇宙学教育，而环境问题则与全球变暖和能源危机有关。
右翼经常会将这些包括呼吁阴谋论的反科学的特征联系在一起，来解释科学家们为什么相信他们所相信的，试图以此破坏通常同科学联系起来的信心或力量（例如全球变暖阴谋论）。

### 宗教
在某些语境中，反科学行为依赖于宗教、道德和文化冲突。在宗教反科学哲学主义中，科学是一种破坏传统价值的反精神和唯物主义力量，它破坏了传统价值观，族裔认同和过去的历史智慧，以理智和世界主义重塑世界。

## 不同领域

### 哲学
针对科学的哲学异议通常是对还原论作用的异议。例如，在心理学领域，“还原论者和反还原主义者都承认…非分子性的解释可能并不会在其分子性解释中被改善、纠正或使其更接地气。”而且，“认知论的反还原主义者认为，‘鉴于我们有限的智力，我们无法掌握许多复杂现象中的最终的物理解释，即使我们知道物理法则支配着他们的最终成分。’”有些人视反科学为“在学术环境中…这是很普遍的现象…许多人认为划清科学，科学主义及由伪科学导致的反科学立场的界限是有问题的，有些人认为没有什么能够被确切的知道。”
许多哲学家“被以还原论是否应该成为了解世界的中心策略为标准划分”。然而，许多人都认同“尽管如此，但是出于一些原因，我们希望科学来发现物理还原性以外的性质和解释”的观点。这样的问题阻止了“来自一位反还原主义者对与没有纯粹真实概念的担忧，也就是说真实的表征就是…科学规定声称”。这就是有人选择康德“真实是最终不可知的，所有的理论模型都只是对其不完美的近似”的观点。

### 社会学
社会学家托马斯·吉伦提到“有些社会学家似乎有反科学倾向”。托马斯·吉伦争论道，“有些哲学家和反科学类型的人”，他们可能提出了“会威胁到人们对科学知识的信任的虚幻图景”，或者他们似乎是在“反科学解构的路上走的太远了”。这样的问题经常在于有多少科学家符合“社群主义、普遍主义、无私、独创性以及…怀疑主义”的标准观点。不幸的是，“科学家们并不一定一直符合…科学家们通过宠爱自己的学说来得到热情，他们依靠名誉来评判一名科学家的工作，他们通过研究获得名誉和收入。”因而，他们可能会在自己的工作中展现出固有的偏见。“（许多）科学家并不像传言所赋予他们的一样理性和逻辑，也不像一些相对主义者所说的那样他们无逻辑和不理性。”

### 生态与健康领域
反科学在商业化科学与人道科学不是反对科学本身，而是反对将科学用于牟利的商业化趋势。一方面，有人主张将科学应用于赢利和商业目标，而另一方面，有人主张将科学用于人道目标，以解决环境问题。这种冲突体现在科学是否应该为了赢利而被商品化的争议中。
反科学还表现为微观科学和整体科学之间的冲突。微观科学侧重于研究事物的最小组成部分，而整体科学更关注事物的动态整体性质。这种冲突涉及到科学方法的选择，以及如何更全面地理解和解决环境问题。
许多科学家和环境活动家积极参与环保运动，警告有关臭氧层损耗和温室效应等环境危险。这显示出科学家在关注环境问题时支持反商业化和人道科学的倾向。
类似的反科学倾向也在医疗领域中存在。患者和从业人员有时会拒绝科学，采取伪科学方法来解决健康问题，例如使用不具科学可信度的疗法。这种趋势可能涉及到患者的实际健康决策和对科学的概念性拒绝。反科学还体现在对遗传改良食品的担忧中。尽管科学界一直在强调这些食品的安全性，但一些公众仍然对其表示担忧，部分原因是反科学的观点，认为科学不可信，因为它是不断修正的。反疫苗运动也体现了一种反科学的倾向。虽然这些反对者可能会借用一些看似科学的论点，但他们的方法中也包含着反科学的元素。他们对科学的怀疑和拒绝，可能导致拒绝接种疫苗，这对公共健康构成风险。
反科学在生态和健康领域并不是反对科学本身，而是涉及到科学在解决问题和应用中的不同方法和目标。这种冲突常常涉及到科学是否应该服务于商业利益或人道目标，以及在环境保护和医疗领域中如何应用科学方法的问题。同时，一些人可能会将科学视为不可信或不足以解释复杂问题的工具，这也体现了一种反科学的倾向。